# Gustav Pielstick
Gustav Pielstick (* 25. Januar 1890 in Sillenstede; † 11. März 1961 in Zürich) war ein deutscher Maschinenbau-Ingenieur. Er entwickelte eine Reihe besonders leistungsfähiger Diesel-Schiffsmotoren.

## Geschichte
Pielstick wurde 1890 auf dem Bauernhof Warfreihe nordöstlich von Sillenstede geboren. Nach dem Besuch der Oberrealschule in Wilhelmshaven begann er ein Praktikum auf der Kaiserlichen Werft in Wilhelmshaven. Daran anschließend besuchte er die Höhere Schiff- und Maschinenbauschule Kiel. Im Oktober 1911 trat Pielstick eine Stelle als Konstrukteur bei MAN in Augsburg an, wo er an der Entwicklung von U-Bootmotoren arbeitete. Noch während des Ersten Weltkriegs wurde er zum Oberingenieur befördert und befasste sich nach dem Kriegsende mit der Entwicklung der ersten MAN-Viertakt-Kreuzkopfmotoren für die Handelsschifffahrt.
Ende der 1920er Jahre forderte die Reichsmarineleitung Hochleistungsdieselmotoren mit einem seinerzeit weltweit nicht erreichten Leistungsgewicht von sechs Kilogramm pro Pferdestärke, und die MAN entwickelte mit Pielstick bis 1931 entsprechende Motorentypen, die erstmals im Artillerieschulschiff Bremse getestet und später auch beim Bau der Panzerschiffe Deutschland, Admiral Scheer und Admiral Graf Spee verwendet wurden. 1934 wurde Pielstick zum Direktor der Dieselmotorenabteilung von MAN ernannt. Unter seiner Leitung entstanden Dieselmotoren für Schiffe, Lokomotiven und den Stationärbetrieb. Besondere Aufmerksamkeit schenkte Pielstick dabei der Entwicklung von Motoren mit immer höherer Leistungsdichte, wobei er die Konstruktion der aufgeladenen U-Bootmotoren im Wesentlichen selber vornahm. Der Leiter des Konstruktionsbüros beim Oberkommando der Marine, Heinrich Waas, urteilte später über diesen Zeitabschnitt: „Noch nie hat sich die Deutsche Marine so auf eine Firma und ihren Chefkonstrukteur verlassen, wie damals auf die M.A.N. und auf Pielstick.“
Nach Kriegsende musste Pielstick auf Betreiben der Siegermächte seinen Posten bei der MAN verlassen und arbeitete zusammen mit einigen ehemaligen Mitarbeitern im 1946 in La Courneuve gegründeten Konstruktionsbüro für Dieselmotoren Société d’étude des machines thermiques (SEMT). Pielsticks Arbeit als Leiter des Büros war so erfolgreich, dass dessen Konstruktionen in zahlreichen Ländern, darunter auch in der Bundesrepublik Deutschland, in Lizenz gebaut wurden und das Unternehmen als SEMT Pielstick firmierte. Ende der 1950er Jahre zog sich Pielstick aus dem Berufsleben zurück und verbrachte seinen Lebensabend in Lugano.
Gustav Pielstick starb 1961 in Zürich. Das von ihm mitaufgebaute Unternehmen wurde 1987 gemeinsam von Alsthom, MTU und MAN besessen, bevor es 2006 komplett von der MAN übernommen wurde.